# Jorge L. Tizón

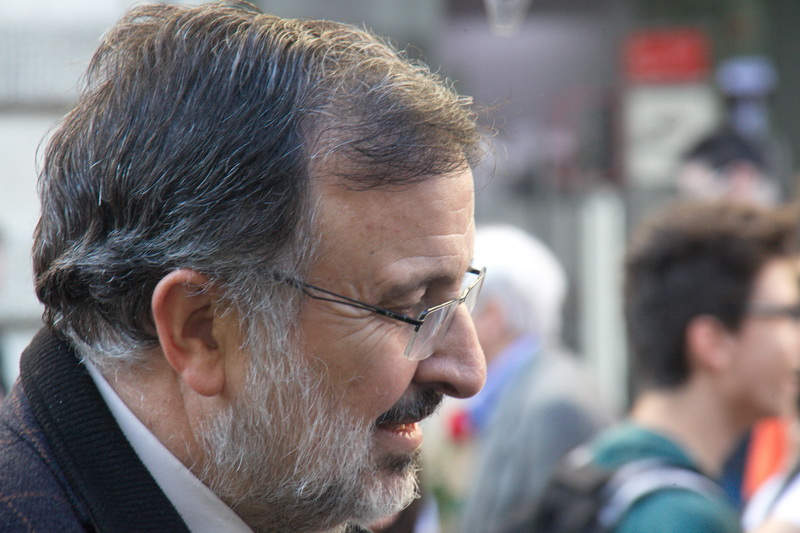
En la Diada de Sant Jordi de 2015

Jorge L. Tizón (la Corunya, 1946) és psiquiatre en atenció primària i psicoanalista, a més de psicòleg i neuròleg. Va fer els estudis universitaris a Salamanca. Durant decennis ha dirigit diversos equips pilot d'assistència comunitària en salut mental en la sanitat pública. Ha publicat més de 200 treballs científics i d'investigació i diversos llibres, entre els quals destaquen El poder de la por, ¿Bioingeniería o medicina?, el tractat Pérdida, pena, duelo: Vivencias, investigación y asistencia i Entender las psicosis. És professor de la Universitat Ramon Llull i de diverses universitats i instituts de formació.

## Obra publicada (selecció)
- Introducción a la epistemología de la psicopatología y la psiquiatría;
- Apuntes para una psicología basada en la relación;
- La locura;
- Components psicològics de la pràctica mèdica;
- Salud mental en atención primaria y atención primaria en salud mental;
- ¿Qué es el psicoanálisis;
- Protocolos y programas elementales para la atención primaria a la salud mental;
- El humor en la relación asistencial;
- Días de duelo: Encontrando Salidas; “Giorni di dolore” (en italià).
- Psicoanálisis, procesos de duelo y psicosis;
- El poder de la por
- El Libro de Casos de Promoción de la Salud Mental desde Atención Primaria.
- El tractat “Pérdida, pena, duelo: Vivencias, investigación y asistencia”.
- ¿Bioingeniería o Medicina? (co-coordinador)
- Entender las psicosis.
- Familia y psicosis.